# Холматов, Дадобой
Дадобой Холматов (Пустой шаблон {{ВД-Преамбула}} ) — советский таджикский  хозяйственный и государственный деятель.

## Биография
Родился в 1892 году в г. Ходжент. Член КПСС с 1932 года. Образование среднее. Окончил ремесленную школу.
С 1910 года — на хозяйственной, общественной и политической работе.
До 1918 года — ремесленник в Ходженте.
В 1918—1931 годы — участник гражданской войны, участник борьбы с Бухарским эмиратом, участник борьбы с басмачеством, организатор первого пионерского отряда Таджикской ССР.
В 1931—1932 годы — заведующий животноводческой фермой колхоза «Большевик». В 1932—1933 годы — заместитель председателя колхоза «Большевик». В 1933—1955 годы — председатель колхоза «Большевик» Ленинабадского района Ленинабадской области Таджикской ССР.
В 1955—1965 годы — активист Ленинабадского клуба революционной и трудовой славы, председатель махаллинского общественного совета Ленинабада.
Избирался депутатом Верховного Совета Таджикской ССР 1—4-го созывов (13 июля 1938 — 13 января 1959).
Умер в Ленинабаде в 1965 году.

## Память
Именем Дадобоя Холматова названа административная единица Гафуровского района Таджикистана — джамоат имени Дадобоя Холматова, а также улица в Ходженте.